# 海浜型前方後円墳

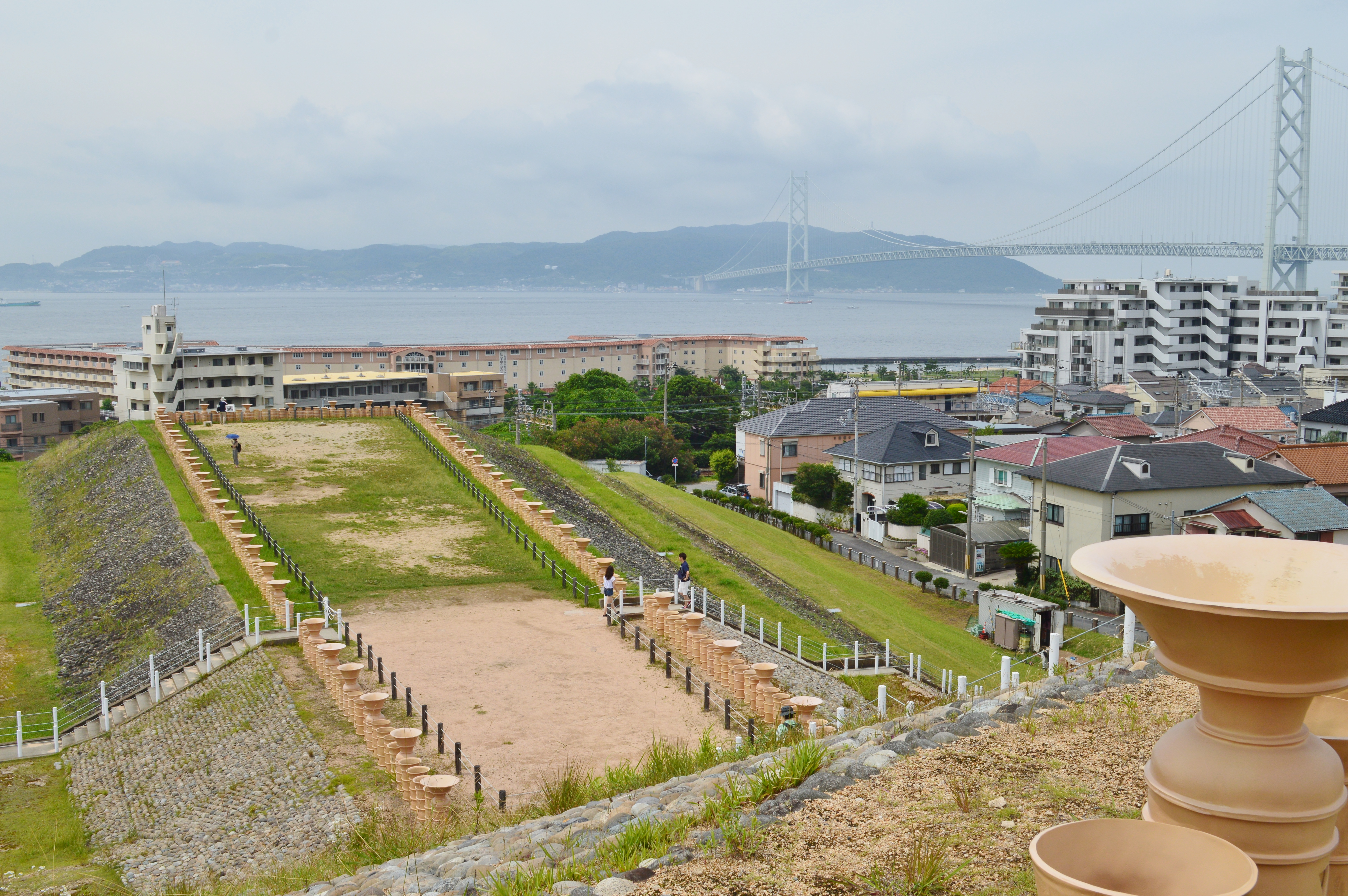
明石海峡に面した五色塚古墳（兵庫県神戸市垂水区）

海浜型前方後円墳（かいひんがたぜんぽうこうえんふん）とは、古墳時代の主要な墳形である前方後円墳の中で、リアス式海岸の先端や海岸段丘、浜堤帯など、海洋の沿岸部に面し、かつ海側からの眺望に優れた場所に意図的に築造されたものを表す呼称である。考古学者の広瀬和雄が2013年（平成25年）から2015年（平成27年）ごろ提唱した概念とされる。

## 概要
前方後円墳に代表される古墳時代の古墳について、海に面した場所に築造される事例があることは知られていたが、2013年（平成25年）11月に神奈川県においてかながわ考古学財団主催で開催された考古学系シンポジウム「海浜型前方後円墳の時代」に際し、広瀬和雄が「海浜型前方後円墳」の呼称を提起し、その定義について具体的に考証を加えた。このシンポジウム記録は2015年（平成27年）に一般書籍化されている。
広瀬は、海浜型前方後円墳の定義として以下の条件を挙げている。
1. 「海浜」に面した場所に造られ、かつ周囲より一段「小高い」位置に立地する。海上からも墳丘が見える位置にあり、かつ交通の要衝に立地する。
2. 海に突き出た高い土地にあり、水稲耕作に適した沖積平野の近くには存在しない（そのような沖積平野を望む位置に造られる前方後円墳とは、生産基盤のあり方が異なるらしい）。
3. 地域の中でも大型の前方後円墳である（※円墳など、前方後円墳以外の墳形のものも大型の傾向がある）。
4. 古墳時代前期（4世紀）の段階で、段築構造・埴輪列・葺石など、外表施設・構造物を完備した前方後円墳として出現する。
5. それまで古墳が存在しなかった地域に突如現れ、首長系譜が1～2代程度しか継続せず（1基単独か、継続しても2基程度しか築造されない）、系譜的連続性に乏しいものが多い。短い首長系譜が一旦途切れ、空白期間を経て突然復活する例もある。
6. 地域的遍在性をもつ。

西日本では九州東西沿岸部、瀬戸内海沿岸や大阪湾岸、東日本では東京湾沿岸、かつて存在した香取海沿岸、東北地方の太平洋岸に造られた古墳（群）がこれにあたるとされている。海浜型前方後円墳は、海上からの視認性を重視し、入り江付近や岬の突端など、海上交通の要衝と言うべき地を選んで造られていると見られることから、これらを築造した人物は、地域において海運を掌握した首長層と考えられている。またそれまで古墳を造るような首長のいなかった土地にも突如出現し、短期間で首長系譜が途絶える状況から、築造の背後に中央の王権との強い結び付きがあったとも想定されている。
考古学研究者の西川修一は、箱式石棺墓などの、高塚古墳以外の墓形・墓制も含めた概念である「海の古墳」よりも範囲を限定した言葉であると位置付けている。

## 代表的な例
- 妙見山古墳（愛媛県今治市大西町）
- 五色塚古墳（兵庫県神戸市垂水区）
- 網野銚子山古墳（京都府京丹後市）
- 長柄桜山古墳群（神奈川県逗子市・三浦郡葉山町）
- 内裏塚古墳群（千葉県富津市）
- 姉崎古墳群（千葉県市原市）
- 磯浜古墳群（茨城県東茨城郡大洗町）